# لياندرو رودريغوس تافاريس
لياندرو رودريغوس تافاريس (بالبرتغالية: Leandro Rodrigues Tavares‏) هو لاعب كرة قدم برازيلي في مركز الوسط، ولد في 25 يناير 1975 في بيلو هوريزونتي في البرازيل. شارك مع منتخب البرازيل تحت 17 سنة لكرة القدم. أما مع النوادي، فقد لعب مع أتلتيكو مينيرو وسبورت ريسيفي ونادي إنترناسيونال ونادي برازيليا ونادي كوريتيبا.

## وصلات خارجية
- لياندرو رودريغوس تافاريس على موقع الاتحاد الدولي (مؤرشف)  (الإنجليزية)